# Alejandro Bulgheroni
Alejandro Pedro Bulgheroni (Rufino, Santa Fe, 24 de octubre de 1943), es un empresario e ingeniero argentino.

## Vida
Hijo de Alejandro Ángel, empezó a fabricar las bridas, que son los anillos que sirven para unir los tubos por donde fluye el petróleo y se las vendía a YPF. De estas piezas tomó el nombre con el que llamó a su empresa: Grupo Bridas.Empresario petrolero que tiene una riqueza valorada en más de 5.100 millones de euros según «Forbes». Es considerado el segundo hombre más rico de Argentina. Controla Cerro Dragón, uno de los principales yacimientos de hidrocarburos de Sudamérica, con una extensión total de 3.500 km² y más de 3.200 pozos productores de gas y petróleo.
En septiembre de 1997, la compañía estadounidense Amoco (posteriormente British Petroleum) compró el 60 % de Bridas, y juntos dieron comienzo a Pan American Energy.
Casado con la presentadora de televisión Bettina Guardia.
En 1999, junto a su esposa Bettina, fundó la Bodega Garzón, un emprendimiento agrícola ganadero de alta tecnología. Elaboraron Colinas Garzón,
En marzo de 2016, él y su esposa inauguraron la segunda etapa de su bodega de 19.050m2 en Uruguay que están a una altitud de entre 150 y 170 metros sobre el nivel del mar. Se trata también de un desarrollo que incluye actividades turísticas y hasta un restaurante con capacidad para 120 personas. 
Posee la propiedad de bodegas y hoteles en Punta del Este
Su esposa, designada durante el gobierno de Javier Milei como Embajadora de la Marca País, también es dueña de Radio El Observador, asociada a los empresarios Gerardo Wertheim, Gabriel Hochbaum y al periodista Luis Majul.

## Ámbito empresarial
Bulgheroni desarrolló su trayectoria principalmente en el sector energético y agroindustrial. En 1948 su padre fundó el Grupo Bridas, empresa dedicada inicialmente a la fabricación de bridas —anillos utilizados para unir tubos de transporte de petróleo— que proveía a Yacimientos Petrolíferos Fiscales (YPF). Bajo su conducción, la compañía se expandió hacia la exploración y explotación de hidrocarburos, llegando a operar Cerro Dragón, uno de los yacimientos de petróleo y gas más importantes de Sudamérica, con una superficie de 3.500 km² y más de 3.200 pozos en producción.
En 1997, Bridas concretó una alianza estratégica con la estadounidense Amoco (posteriormente British Petroleum), que adquirió el 60 % de la compañía. De esta asociación surgió Pan American Energy, hoy una de las principales productoras privadas de hidrocarburos de Argentina.
A partir de 1999, junto a su esposa Bettina Guardia, Bulgheroni diversificó sus inversiones hacia el sector vitivinícola y agroganadero con la creación de Bodega Garzón en Uruguay, un emprendimiento que combina producción de vinos de alta gama con actividades turísticas y gastronómicas. La segunda etapa de la bodega, inaugurada en 2016, incorporó una planta de 19.050 m² y un restaurante con capacidad para 120 comensales.
Además de sus intereses en el sector energético y vitivinícola, Bulgheroni posee propiedades en el rubro hotelero en Punta del Este y ha incursionado en medios de comunicación a través de participaciones empresariales asociadas a Radio El Observador en Uruguay.